# Juan Álvarez y Alva de Toledo

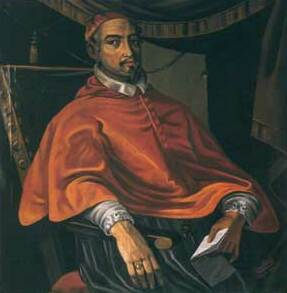
Juan Kardinal Álvarez y Alva de Toledo

Juan Álvarez y Alva de Toledo OP (* 15. Juli 1488 in Toledo; † 15. September 1557 in Rom) war ein spanischer Dominikaner, Bischof und Kardinal.

## Leben
Álvarez war der Sohn des zweiten Herzogs von Alba, Fadrique Álvarez de Toledo, und dessen Frau Isabel de Zúñiga. Seine Brüder waren der spanische Admiral García Álvarez de Toledo und der Vizekönig von Neapel, Pedro Álvarez de Toledo, sein Neffe war der Fernando Álvarez de Toledo, Herzog von Alba, der Statthalter der Niederlande war.
1507 trat Juan Álvarez y Alva de Toledo in das Kloster San Esteban der Dominikaner in Salamanca ein. Seine Studien führten ihn an das Colegio de San Gregorio in Valladolid und an die Pariser Universität. 1513 wurde er vom Generalkapitel seines Ordens in Genua als Lehrer der Theologie nach Salamanca berufen. 1523 wurde Álvarez y Alva de Toledo zum Bischof von Córdoba ernannt, 1537 zum Bischof von Burgos, 1538 erhob ihn Papst Paul III. zum Kardinal und verlieh ihm 1541 als Kardinalpriester die Titelkirche Santa Maria in Portico Octaviae. Seine Titelkichen wechselten bis zu seiner Aufnahme in die Klasse der Kardinalbischöfe 1553 häufiger.
Ab 1540 ging Álvarez y Alva de Toledo an die Kurie in Rom. Dort war er unter anderem zusammen mit Kardinal Carafa, dem späteren Papst Paul IV., für die Kongregation für die Glaubenslehre tätig. Er galt als restriktiv in Glaubensfragen, zählte aber zu den nicht so zahlreichen Reformern in der Kurie. Nach dem Tod Papst Pauls III. im Jahr 1549 wurde er als dessen möglicher Nachfolger gehandelt, seine Wahl wurde jedoch von den italienischen Kardinälen verhindert und Julius III., ein Italiener, wurde als Kompromisskandidat gewählt. 1550 wurde Kardinal Álvarez in Rom zum Erzbischof von Santiago de Compostela ernannt. Ebenfalls in diesem Jahr wurde er Kardinalprotektor der deutschen Nation. 1553 wurde er Kardinalbischof von Albano und wechselte 1555 auf den suburbikarischen Bischofssitz von Frascati.
Kurz vor seinem Tod erlebte er in Rom noch mit, wie die Soldaten seines Neffen, als Reaktion auf die habsburg-feindliche und frankreich-freundliche Politik von Papst Paul IV., 1557 den Kirchenstaat besetzten.